# Ерамишанцев, Александр Константинович
Ерамишанцев Александр Константинович (16 мая 1938 — 7 января 2009) — советский и российский хирург, доктор медицинских наук (1983), профессор, лауреат Государственной премии РФ, Почётный профессор РАМН.

## Биография
После окончания в 1963 году Первого ММИ им. И. М. Сеченова работал хирургом в Центральном институте переливания крови под руководством профессора М. Д. Пациоры. С 1965 по 1968 год обучался в аспирантуре во ВНИИКиЭХ МЗ СССР.
С 1968 по 2009 год работал в РНЦХ имени академика Б. В. Петровского РАМН в отделении экстренной хирургии и портальной гипертензии, которое с 1970 года располагается на базе ГКБ № 20 Москвы. Данное отделение Ерамишанцев возглавлял с 1989 по 2006 год.
Ерамишанцевым внедрён ряд новых перспективных направлений в хирургическом лечении больных диффузными заболеваниями печени с синдромом портальной гипертензии.
В 1990 году в РНЦХ под руководством А. К. Ерамишанцева и с его непосредственным участием была выполнена первая в СССР ортотопическая трансплантация печени.
В 1993 году Ерамишанцеву с авторами была присвоена Государственная премия РФ в области науки и техники за разработку и внедрение методов диагностики и лечения новообразований печени.
Автор более 200 научных публикаций.

## Память
Именем Ерамишанцева в 2014 году была названа Городская клиническая больница № 20 в Москве.